# Ачаман
Ачаман (исп. Achamán) — верховное божество гуанчей, коренного населения острова Тенерифе в составе Канарских островов. Ачаман создал землю и небеса, огонь и воду, а также все живые существа.
Согласно легенде, злой демон Гуайота однажды заточил бога солнца Махека внутри вулкана Тейде (Эчейде) и под покровом наступившей темноты стал совершать нападения на мирное население. Испуганные жители Тенерифе обратились к Ачаману за помощью. Ачаман освободил Махека и посадил на его место Гуайоту, закрыв выход из вулкана «пробкой», которая и сейчас заметно отличается по цвету от остального камня.
На Гран-Канарии верховный бог носит имя Акоран, на острове Пальма — Абора.